# IC 5223
IC 5223 — галактика типу 3S () у сузір'ї Пегас.
Цей об'єкт міститься в оригінальній редакції індексного каталогу.